# یاسوهارو هاسبه
یاسوهارو هاسبه (انگلیسی: Yasuharu Hasebe; ۴ آوریل ۱۹۳۲ – ۱۴ ژوئن ۲۰۰۹) کارگردان فیلم، فیلم‌نامه‌نویس، و ترانه‌سرا اهل ژاپن بود.